# Limusaurus
Limusaurus („bahnitý ještěr“) byl rod poměrně drobného teropodního dinosaura z infrařádu Ceratosauria. Tento kuriózně bezzubý a býložravý teropod žil v období pozdní jury (stupeň oxford, asi před 159 miliony let) na území dnešní západní Číny. Jde tak o vůbec první doklad přítomnosti ceratosaurního dinosaura známého z východní Asie.

## Objev
Jediný dosud známý druh L. inextricabilis byl popsán kolegiem paleontologů v roce 2009 ze sedimentů geologického souvrství Š'-šu-kou. Zachovaly se dva mladé, ale již dospělé fosilní exempláře. V dospělosti dosahovali tito štíhlí dinosauři délky jen kolem 1,7 až 2 metrů a hmotnosti asi 15 až 20 kilogramů. Objev je zajímavý také tím, že představuje unikátní doklad o ekologických adaptacích teropodů a také umožňuje studovat vývoj morfologie prstů přední končetiny.
Fosilie byly objeveny v prostředí jakýchsi dávných přírodních pastí, které tyto menší teropody kdysi pohřbily a zachovaly tak jejich poměrně kompletní kostry.

## Bezzubost
Zajímavý objev 19 koster těchto dinosaurů v různých věkových stadiích ukázal, že v průběhu vývoje postupně ztráceli zuby a dospělcům již nové nenarostly. Proto byli v dospělosti druhotně bezzubí. Je možné, že podobné evoluční trendy vedly k bezzubosti u současných ptáků, kteří jsou přímými potomky teropodních dinosaurů (nikoliv ale rodu Limusaurus). Podobný anatomický trend vykazuje také bezzubý brazilský rod Berthasaura.
Paleontologové předpokládají, že zatímco dospělci tohoto druhu byli plně býložraví, jejich mláďata byla ještě spíše všežravá.

## Zařazení
Blízkým vývojovým příbuzným tohoto teropoda je africký rod Elaphrosaurus a jihoamerický rod Huinculsaurus. Mohlo se také jednat o zástupce podčeledi Elaphrosaurinae v rámci čeledi Bahariasauridae.